# 富貴村 (愛知県)
富貴村（ふきむら）は、愛知県知多郡にかつて存在した村。現在の知多郡武豊町南部に該当する。

## 歴史
- 江戸時代、この地域は尾張藩領であった。
- 1878年（明治11年） - 東大高村、富貴村、市原村が合併し、三芳村となる。
- 1883年（明治16年） - 三芳村が分立し、東大高村、富貴村（旧・富貴村、市原村）となる。
- 1889年（明治22年）10月1日 - 東大高村と富貴村が合併し、富貴村となる。
- 1955年（昭和30年）10月5日 - 武豊町と富貴村が合併し、武豊町となる。

## 交通機関
- 名古屋鉄道河和線
  - 浦島駅（1944年休止）・富貴駅

## 学校
- 富貴村立富貴小学校（現・武豊町立富貴小学校）
- 富貴村立富貴中学校（現・武豊町立富貴中学校）

## 神社・仏閣
- 知里付神社
- 富貴八幡社
- 白山社
- 懸社
- 竜宮神社
- 真楽寺
- 円観寺
- 常光寺

## 浦島伝説
- 富貴村には、浦島太郎の伝説が伝わっている[2]。言い伝えによると、浦島太郎は東大高で生まれ、富貴で海亀を助けた。竜宮城の入口は四海波海岸[3]にあったという。
- 富貴には、浦島川という川がある他、古い地名に浦ノ島、負亀という名がある。また、富貴という地名は、元々は「負亀」であり、「おぶがめ」の読みが「ふき」に転じたという。
- 竜宮神社は浦島太郎が乙姫を偲んで、825年（天長2年）に建立したとされ、真楽寺には亀の墓が残されている。四海波には翁塚という古い塚があり、浦島観音がある。知里付神社には浦島太郎が竜宮城から持ち帰ったといわれる玉手箱が所蔵されている。

## 出身者
- 森田萬右衛門 - 篤農家。武豊町役場富貴支所前に銅像がある[4]。